# Túpolev Tu-80
El Túpolev Tu-80 (en ruso: Туполев Ту-80) fue un prototipo soviético de una versión de largo alcance del bombardero Túpolev Tu-4, construido después de la Segunda Guerra Mundial. Fue cancelado en 1949 en favor del programa del Túpolev Tu-85, que ofrecía incluso más alcance. El único prototipo fue usado en varios programas de pruebas antes de ser usado finalmente como blanco de tiro.

## Diseño y desarrollo
El Tu-80 fue diseñado como un Tu-4 modernizado y agrandado con mayor alcance. Se iba a conseguir con el uso de motores más eficientes, mejor aerodinámica y depósitos de combustible añadidos. Estaba previsto que tuviera un alcance de 7000-8000 km y que llevara una carga de bombas máxima de 12 000 kg, con una velocidad máxima de 620 km/h. Los trabajos comenzaron sobre el diseño en febrero de 1948, y fue confirmado por una orden del Consejo de Ministros del 12 de junio, que requería que un prototipo estuviera listo para pasar las pruebas de aceptación estatales en julio de 1949.
La parte delantera del fuselaje fue rediseñada con un parabrisas en escalón de tipo avión comercial y el fuselaje fue alargado casi 4 m, lo que permitió que las bodegas de bombas y sus puertas fueran alargadas. El radar y su operador fueron metidos en el compartimento delantero presurizado y el radar mismo fue colocado en una posición "de barbilla" en un nuevo y aerodinámico carenado. Las alas fueron agrandadas hasta un total de 173 m² y las mangas de goma antihielo fueron reemplazadas por un sistema antihielo de aire sangrado más eficiente y aerodinámico. Las góndolas de los motores fueron rediseñadas con menos sección transversal para reducir la resistencia. Se consideraron originalmente los motores Shvetsov ASh-2TK o Dobrynin VD-3TK, pero ninguno estaba listo, por lo que se usaron los Shvetsov ASh-73TKFN. También se usaron hélices totalmente abanderables. Todos estos cambios aumentaron la relación sustentación/resistencia a 18, respecto a la de 17,0 del Tu-4.
La construcción del Tu-80 comenzó en noviembre de 1948, usando tantos componentes de Tu-4 como fuera posible para acelerarla; pero el primer vuelo no se realizó hasta el 1 de diciembre de 1949, después de que el Consejo de Ministros hubiera cancelado el programa el 16 de septiembre del mismo año en favor del Tu-85, que se esperaba que tuviera prestaciones mucho mejores. El Tu-80 se convirtió en un avión de investigación, probando hélices de paso reversible y la deformación estructural en aviones pesados, antes de convertirse en blanco en un campo de bombardeo y tiro.

## Especificaciones
Referencia datos: The Osprey Encyclopedia of Russian Aircraft 1975–1995

### Características generales
- Tripulación: Once
- Longitud: 34,4 m (112,8 ft)
- Envergadura: 43,6 m (143 ft)
- Altura: 8,9 m (29,2 ft)
- Superficie alar: 173,1 m² (1863,3 ft²)
- Peso vacío: 37 850 kg (83 421,4 lb)
- Peso cargado: 51 500 kg (113 506 lb)
- Peso máximo al despegue: 60 600 kg (133 562,4 lb)
- Planta motriz: 4× motor radial de 18 cilindros refrigerado por aire Shvetsov ASh-73TKFN.
  - Potencia: 1980 kW (2730 HP; 2692 CV) cada uno.

### Rendimiento
- Velocidad máxima operativa (Vno): 545 km/h (339 MPH; 294 kt)
- Alcance: 8214 km (4435 nmi; 5104 mi)
- Techo de vuelo: 11 180 m (36 680 ft)
- Carga alar: 363 kg/m² (74,3 lb/ft²)
- Potencia/peso: 0,13 kW/kg (0,079 hp/lb)

### Armamento
- Cañones: 

  - 10x Nudelman-Rikhter NR-23 de 23 mm
- Bombas: 3000-12 000 kg

## Aeronaves relacionadas

### Desarrollos relacionados
- Túpolev Tu-4
- Túpolev Tu-70
- Túpolev Tu-75
- Túpolev Tu-85

### Aeronaves similares
- B-29 Superfortress

### Secuencias de designación
- Secuencia Numérica (interna de Túpolev): ← Tu-75 - Tu-77 - Tu-79 - Tu-80 - Tu-81 - Tu-82 - Tu-85 →